# Bloomsbury (Nova Jérsei)
Bloomsbury é um distrito localizado no estado norte-americano de Nova Jérsei, no condado de Hunterdon.

## Demografia
Segundo o censo americano de 2000, a sua população era de 886 habitantes. 
Em 2006, foi estimada uma população de 881, um decréscimo de 5 (-0.6%).

## Geografia
De acordo com o United States Census Bureau tem uma área de 
2,4 km², dos quais 2,4 km² cobertos por terra e 0,0 km² cobertos por água. Bloomsbury localiza-se a aproximadamente 139 m acima do nível do mar.

## Localidades na vizinhança
O diagrama seguinte representa as localidades num raio de 12 km ao redor de Bloomsbury. 